# Arcangelo (Russia)
Arcangelo (in russo Арха́нгельск?, Archángel'sk) è una città russa, capoluogo dell'omonima oblast'. È situata nel nord della Federazione Russa sul Mar Bianco.

## Geografia fisica

### Territorio
Sorge sulle rive della Dvina Settentrionale, presso il suo sbocco nel Mar Bianco nel nord della Russia europea. Arcangelo fu il principale porto russo in epoca medievale. È servita dall'aeroporto di Arcangelo-Talagi e dall'aeroporto Vaskovo, e ospita la base aerea militare di Lachta. Nel 2010 contava 348 783 abitanti, mentre la popolazione stimata per il 2012 è di 350 985 persone.

### Clima

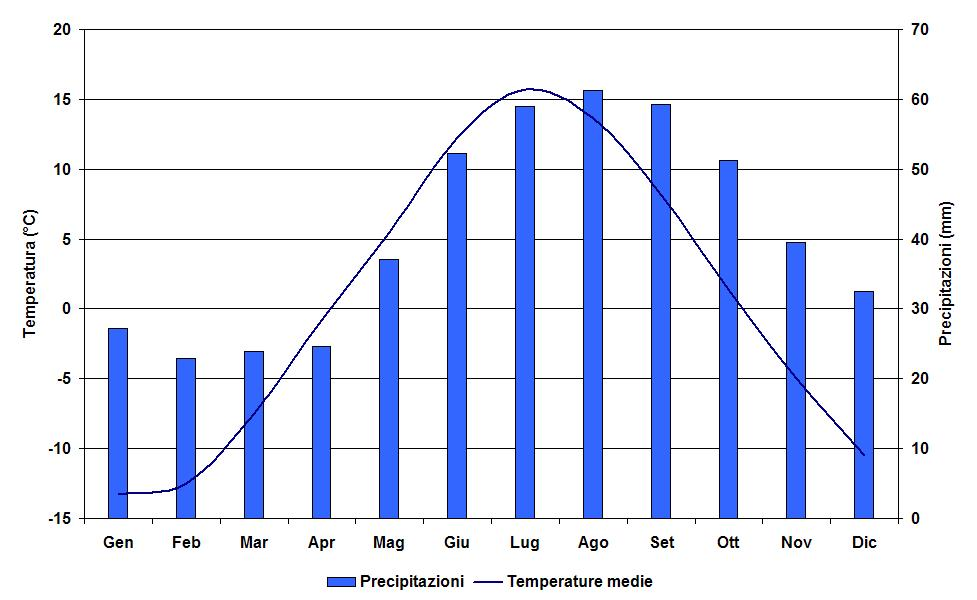
Climogramma di Arcangelo.

- Temperatura media annua: 0,5 °C
- Temperatura media del mese più freddo (gennaio): −13,3 °C
- Temperatura media del mese più caldo (luglio): 15,7 °C
- Precipitazioni medie annue: 491 mmWorld Climate: N64E040 - Weather history for travel real estate and education

| Arcangelo (1991-2020) Fonte: | Mesi         | Mesi         | Mesi         | Mesi         | Mesi         | Mesi        | Mesi        | Mesi        | Mesi        | Mesi         | Mesi         | Mesi         | Stagioni | Stagioni | Stagioni | Stagioni | Anno  |
| Arcangelo (1991-2020) Fonte: | Gen          | Feb          | Mar          | Apr          | Mag          | Giu         | Lug         | Ago         | Set         | Ott          | Nov          | Dic          | Inv      | Pri      | Est      | Aut      | Anno  |
| ---------------------------- | ------------ | ------------ | ------------ | ------------ | ------------ | ----------- | ----------- | ----------- | ----------- | ------------ | ------------ | ------------ | -------- | -------- | -------- | -------- | ----- |
| T. max. media (°C)           | −8,4         | −7,1         | −1,1         | 5,6          | 13,1         | 18,7        | 22,1        | 18,6        | 12,8        | 5,0          | −1,9         | −5,3         | −6,9     | 5,9      | 19,8     | 5,3      | 6,0   |
| T. media (°C)                | −11,6        | −10,7        | −5,5         | 0,8          | 7,5          | 13,1        | 16,5        | 13,6        | 8,8         | 2,5          | −4,2         | −8,2         | −10,2    | 0,9      | 14,4     | 2,4      | 1,9   |
| T. min. media (°C)           | −15,2        | −14,4        | −9,7         | −3,4         | 2,5          | 7,7         | 11,5        | 9,3         | 5,6         | 0,4          | −6,7         | −11,3        | −13,6    | −3,5     | 9,5      | −0,2     | −2,0  |
| T. max. assoluta (°C)        | 5,0 (1971)   | 5,2 (1998)   | 12,3 (2016)  | 25,3 (2001)  | 32,1 (2021)  | 33,0 (2013) | 34,4 (1972) | 33,4 (1920) | 27,7 (1951) | 18,3 (1974)  | 10,0 (2011)  | 5,8 (2006)   | 5,8      | 32,1     | 34,4     | 27,7     | 34,4  |
| T. min. assoluta (°C)        | −45,2 (1885) | −41,2 (1966) | −37,1 (1902) | −27,3 (1911) | −13,7 (1893) | −3,9 (1930) | −0,5 (1980) | −4,1 (1966) | −7,5 (1966) | −21,1 (1992) | −36,1 (1968) | −43,2 (1978) | −45,2    | −37,1    | −4,1     | −36,1    | −45,2 |
| Nuvolosità (okta al giorno)  | 7,9          | 7,6          | 7,5          | 7,0          | 7,5          | 7,3         | 7,1         | 7,6         | 8,0         | 8,4          | 8,6          | 8,4          | 8,0      | 7,3      | 7,3      | 8,3      | 7,7   |
| Precipitazioni (mm)          | 42           | 32           | 31           | 32           | 48           | 65          | 75          | 82          | 62          | 68           | 51           | 48           | 122      | 111      | 222      | 181      | 636   |
| Giorni di pioggia            | 2            | 2            | 4            | 10           | 17           | 17          | 18          | 19          | 22          | 19           | 9            | 4            | 8        | 31       | 54       | 50       | 143   |
| Nevicate (cm)                | 36           | 45           | 48           | 19           | 1            | 0           | 0           | 0           | 0           | 2            | 11           | 24           | 105      | 68       | 0        | 13       | 186   |
| Giorni di neve               | 27           | 26           | 23           | 13           | 6            | 1           | 0           | 0,03        | 1,0         | 13,0         | 25,0         | 28,0         | 81,0     | 42,0     | 1,0      | 39,0     | 163,0 |
| Giorni di nebbia             | 2            | 2            | 2            | 3            | 2            | 1           | 1           | 3           | 3           | 3            | 3            | 2            | 6        | 7        | 5        | 9        | 27    |
| Umidità relativa media (%)   | 85           | 84           | 80           | 72           | 68           | 69          | 75          | 81          | 85          | 88           | 89           | 87           | 85,3     | 73,3     | 75       | 87,3     | 80,3  |
| Vento (direzione-m/s)        | SE 2,8       | SE 2,8       | SE 2,8       | SE 2,7       | NW 2,8       | SW 2,6      | NE 2,4      | N 2,3       | S 2,5       | SE 2,9       | SE 2,7       | SE 2,8       | 2,8      | 2,8      | 2,4      | 2,7      | 2,7   |

## Storia

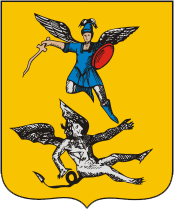
Versione originaria dello stemma cittadino (in uso dal 1781 al 1998)

La zona geografica di Arcangelo era nota sin dai tempi antichi, ed era chiamata Bjarmaland dai Vichinghi. Nel XII secolo, gli abitanti di Novgorod costruirono il monastero dell'Arcangelo Michele sull'estuario della Dvina Settentrionale; nel 1478 l'area passò al Granducato di Mosca insieme al resto della Repubblica di Novgorod. Il principale centro dell'area era all'epoca Cholmogory, poco lontano a monte del fiume.
Nel 1553 una nave inglese comandata da Richard Chancellor gettò l'ancora sulla sponda artica della Russia, in una baia nel Mar Bianco. La nave era l'unica superstite delle tre che stavano tentando di trovare un passaggio a nord-est verso la Cina e le Indie Orientali. Chancellor e i membri del suo equipaggio riuscirono ad arrivare a Mosca e a ottenere udienza dallo zar Ivan IV, che colse rapidamente i potenziali vantaggi del commercio. Ivan concesse privilegi commerciali ai mercanti inglesi che fondarono la Compagnia di Moscovia e cominciarono a mandare navi a cadenza annuale verso l'estuario della Dvina Settentrionale, sul sito dell'odierna Arcangelo.
Nonostante fosse nella morsa dei ghiacci per la maggior parte dell'anno, nel porto di Arcangelo la Compagnia di Moscovia sviluppò un commercio redditizio. La Russia esportava merci come corde, cera, sego, pelli, pellicce e legname per fare gli alberi delle navi. Il lino e la canapa, due importanti esportazioni russe, venivano spediti per lo più dai porti baltici, mentre il grano era imbarcato ad Arcangelo solo quando i prezzi erano molto alti, dato che solo in quelle circostanze era possibile sostenere le elevate spese di trasporto della rotta artica. Le importazioni comprendevano panni e stoffe di cotone, prodotti in metallo, armi e materiale bellico, vino, sale e metalli preziosi.

Nel 1587 non meno di dieci navi tornarono in Inghilterra da Arcangelo e negli anni novanta vengono segnalati quattordici o quindici "mercantili d'alto bordo" in navigazione da e per il porto sul Mar Bianco. Tuttavia, non ci volle molto perché gli olandesi superassero gli inglesi nel commercio con Arcangelo. Nel 1600 attraccarono tredici navi olandesi insieme a dodici inglesi, ma nel 1604 i numeri erano rispettivamente diciassette e nove. In seguito, gli olandesi avrebbero continuato a distaccare i concorrenti. Le ragioni del loro successo erano la maggiore padronanza delle risorse finanziarie e l'accesso alle spezie delle Indie orientali, che permettevano di servire meglio il mercato russo con vascelli più grandi e robusti per la difficile rotta artica e di stabilire delle stazioni commerciali a Mosca e Vologda dove immagazzinare le scorte necessarie. Erano inoltre in grado di fornire pannilani tinti e lavorati superiori e avevano maggiori disponibilità di argento per coprire i deficit nel valore dei traffici occidentali con la Russia. Gli inglesi furono infine estromessi dal commercio con Arcangelo dallo zar Alessio Michajlovič, il padre di Pietro il Grande, che nel 1649 li espulse per aver commesso l'oltraggio di decapitare il loro sovrano. Arcangelo rimase per tutta la prima età moderna un porto commerciale centrale nei traffici internazionali. Arne Öhberg indica nella rotta di Arcangelo il fattore cruciale che impedì agli svedesi di imporre il monopolio sul commercio estero russo con l'Occidente.

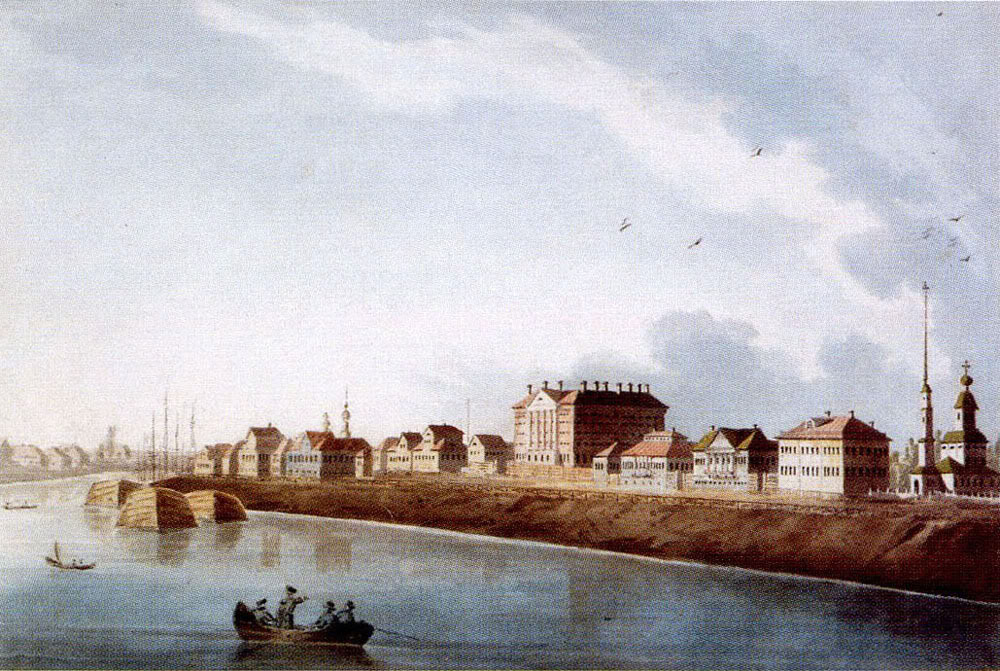
Vista di Arcangelo nel 1826

Nel 1584 Ivan ordinò la fondazione di "Nuova Cholmogory" (in russo: Новые Холмогоры, Novye Cholmogory) che nel 1613 fu ribattezzata con il nome attuale, preso da quello del vicino monastero. Gli abitanti della città, chiamati Pomor, furono i primi a esplorare le rotte commerciali del nord della Siberia e dei territori al di là degli Urali. Nel 1693 Pietro I ordinò la creazione dei cantieri navali di stato ad Arcangelo. Un anno dopo le navi Svjatoe Proročestvo (Santa Profezia), Apostol Pavel (Apostolo Paolo) e lo yacht Svatyj Pëtr (San Pietro) furono varate nel Mar Bianco. Tuttavia, Pietro comprese anche che Arcangelo sarebbe stato un porto limitato dai cinque mesi di copertura ghiacciata che soffriva durante l'inverno, e dopo la campagna militare contro l'esercito svedese nell'area del Baltico fondò San Pietroburgo nel 1703. Le gelate del porto rendevano il Baltico, allora controllato dagli svedesi, l'unico collegamento marittimo dello Stato.
Arcangelo declinò nel XVIII secolo quando il commercio nel Baltico divenne predominante, ma alla fine del secolo successivo ritornò ad avere una posizione di primo piano quando fu costruita una ferrovia che la collegava a Mosca e venne rilanciato il commercio del legname. La città resistette al governo bolscevico dal 1918 al 1920 e fu la roccaforte del movimento antibolscevico dell'Armata Bianca, supportato dall'intervento militare della Triplice Intesa conosciuto col nome di spedizione orso polare. Durante entrambe le guerre mondiali Arcangelo fu uno dei principali porti di ingresso per gli aiuti degli Alleati. Durante il secondo conflitto la città divenne nota nel mondo occidentale come destinazione dei convogli artici britannici.
Oggi Arcangelo è uno dei maggiori porti nordeuropei, aperto tutto l'anno grazie alle navi rompighiaccio: l'economia è incentrata sulla pesca e sulla produzione di legname. Il 16 marzo 2004, 58 persone furono uccise da una esplosione in un complesso di appartamenti della città. Ad Arcangelo fu intercettato da un radioamatore il messaggio di SOS inviato dai superstiti del dirigibile Italia del generale Umberto Nobile, dopo circa un mese dalla loro scomparsa. Grazie a questo intervento, i superstiti furono rintracciati all'81° latitudine e sette di loro riportati in salvo nella baia del Re nelle isole Svalbard, grazie all'intervento di una nave rompighiaccio sovietica. Si ritiene che la razza felina dei Blu di Russia sia originaria dell'area attorno alla città di Arcangelo.

## Monumenti e luoghi d'interesse
Michail Lomonosov nacque in un villaggio di Pomory presso Cholmogory. Un monumento disegnato da Ivan Petrovič Martos è stato dedicato alla sua memoria nel 1829.
Un monumento a Pietro I venne progettato da Mark Matveevič Antokol'skij nel 1872 e installato nel 1914.
Una scuola marittima, un'università tecnica e un museo regionale sono presenti in città. Dopo la distruzione delle chiese storiche durante il regime di Stalin, gli unici edifici storici rimasti in città sono il mercato fortificato (1668–1684) e la Nuova fortezza sullo Dvina (1701–1705). La Chiesa dell'Assunzione sulle rive dello Dvina (1742–1744) fu ricostruita nel 2004.

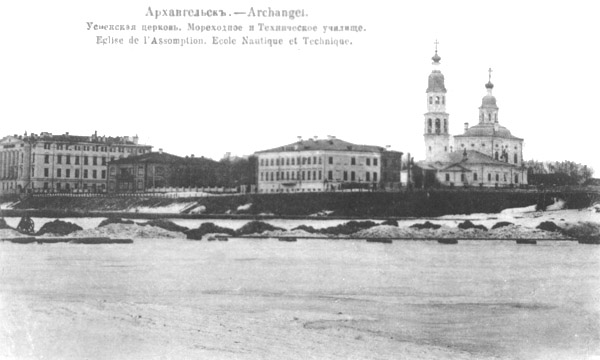
Chiesa dell'Assunzione (1742–1744).
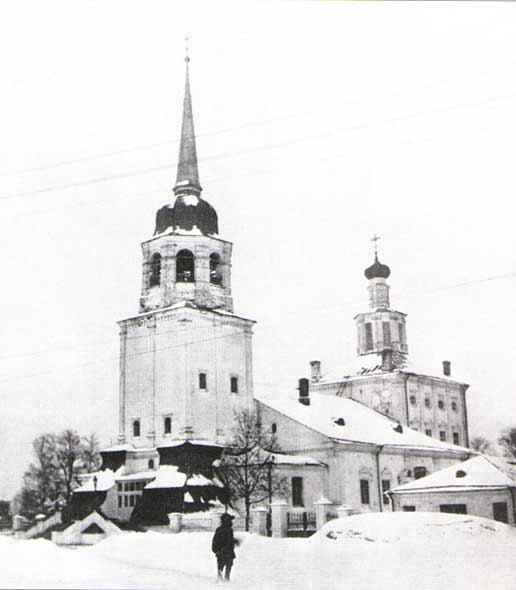
Cattedrale del Salvatore (1760–1776).
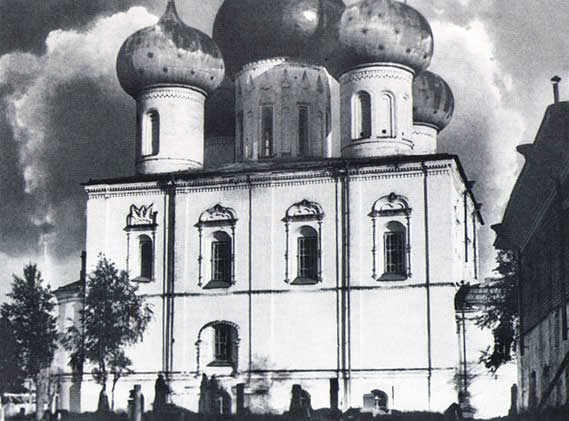
Monastero Arkhangel (1685–1699).
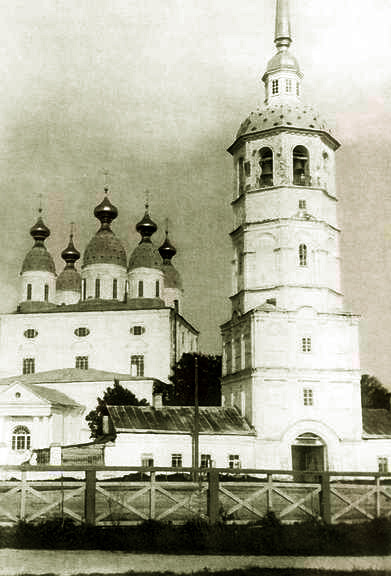
Cattedrale della Trinità (1709–1765).

## Cultura

### Cinema
- Il film con Daniel Craig Archangel è ambientato nell'omonima città.

- Il film di James Bond GoldenEye comincia con una scena su una diga in una fabbrica di composti chimici presso Arcangelo. La scena è stata in realtà filmata presso la diga della Verzasca, in Svizzera, dato che non ci sono montagne così alte nella zona di Arcangelo.

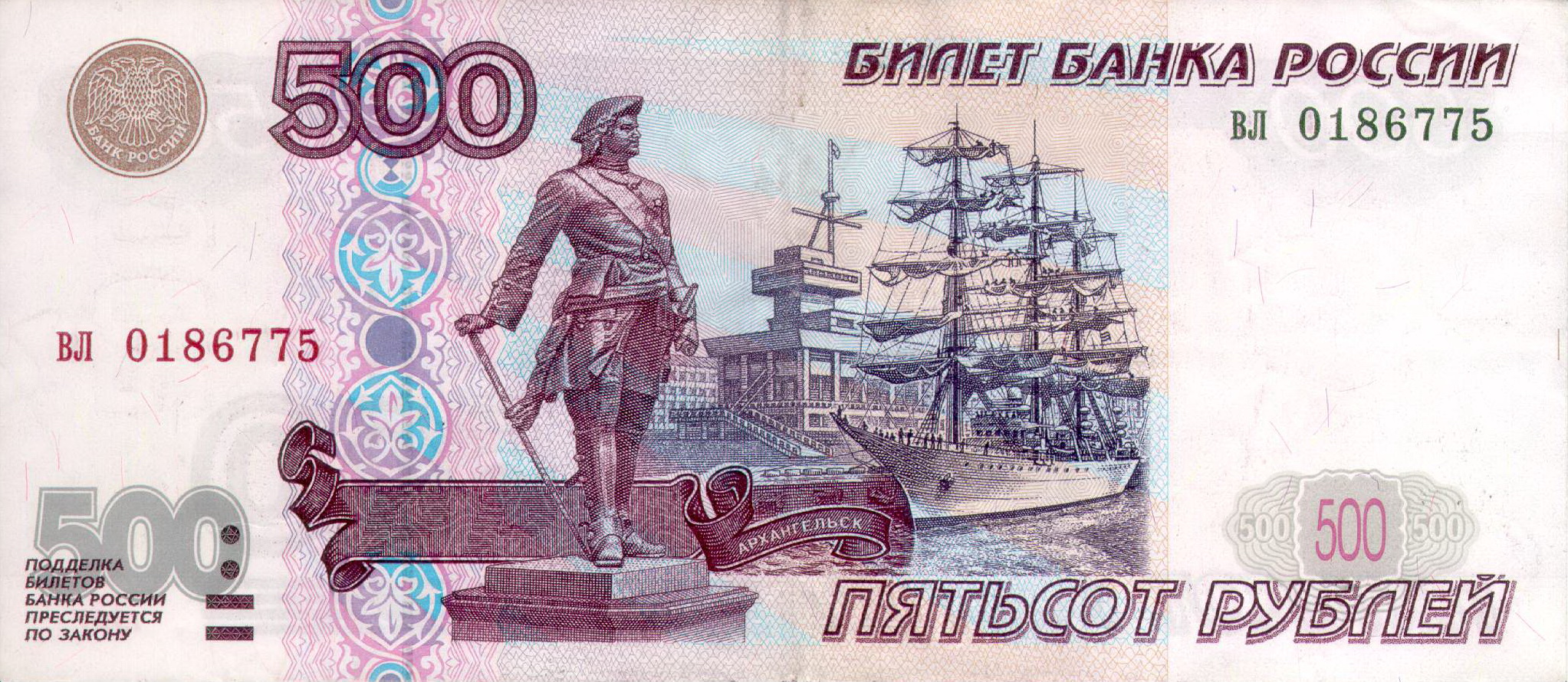
Il Monumento a Pietro il Grande di Arcangelo, sulla banconota da 500 rubli.

- Il film del regista surrealista canadese Guy Maddin Archangel (1990) è ambientato ad Arcangelo, subito dopo la fine della prima guerra mondiale, dove la guerra continua dato che nessuno ha avvertito i protagonisti della pace.

- Nel film La tenda rossa è un giovane radioamatore di Arcangelo a captare casualmente il messaggio di SOS dei sopravvissuti del dirigibile Italia, schiantatosi di ritorno dal Polo Nord il 27 maggio 1928: sarà proprio grazie a questo giovane radioamatore che inizieranno tutte le spedizioni di soccorso per i sopravvissuti del dirigibile, come documentato fedelmente dal film.

### Istruzione
Ad Arcangelo sono presenti tre istituti accademici: Università federale settentrionale (artica), Università tecnica statale di Arcangelo e Università medica statale settentrionale.

### Narrativa
- Nel romanzo “Frankenstein” di Mary Shelley viene menzionato il paese di Arcangelo.
- Il romanzo di Georges Simenon dal titolo Il piccolo libraio di Archangelsk narra la vicenda di Jonas Milk, un libraio e filatelico ebreo di origine russa nato ad Arcangelo. Ricordando la sua infanzia, Milk narra il trasferimento con la madre da Arcangelo a Jalta in Crimea quando aveva sei mesi; là, sorpresi dalla Rivoluzione d'ottobre del 1917, decidono di riparare in Turchia e infine in Francia.
- L'autore inglese Robert Harris ha scritto un romanzo, Archangel, incentrato su un complotto ordito dal figlio di Iosif Stalin per reintrodurre il comunismo in Russia. Nel 2005 ne è stato tratto un film omonimo in due puntate per la BBC con Daniel Craig.
- Il romanzo La donna che aspettava (2004) dello scrittore franco-russo Andreï Makine si svolge nel paesino quasi totalmente abbandonato di Mirnoe, nell'Oblast' di Arcangelo.
- Nel saggio di Anne Applebaum Gulag: storia dei campi di concentramento sovietici, Arcangelo viene citata diverse volte, in particolare la prigione, essendo un tempo uno dei principali centri del Gulag, sulla strada per le isole Soloveckie e per altri complessi di campi settentrionali.

## Galleria d'immagini

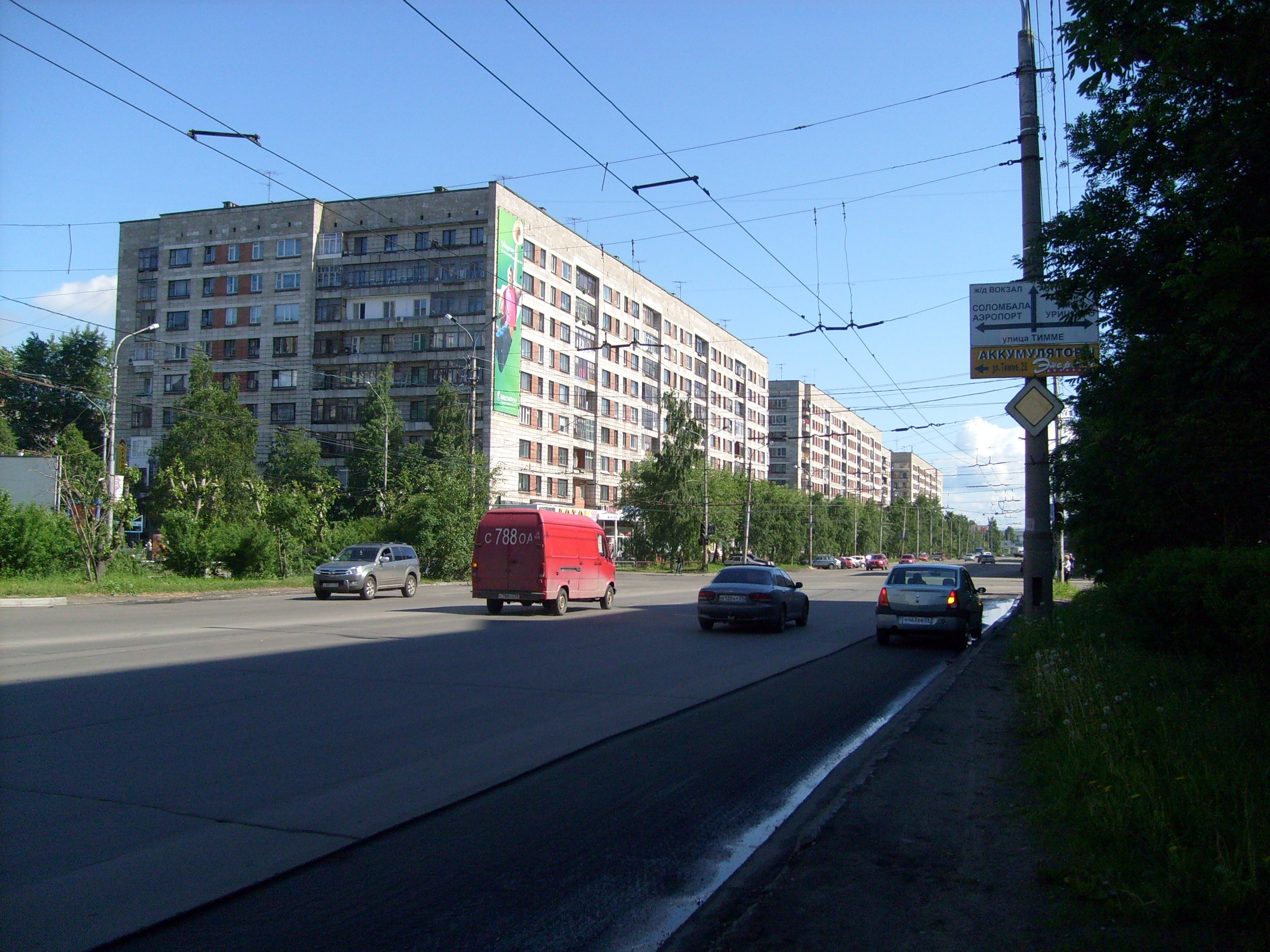
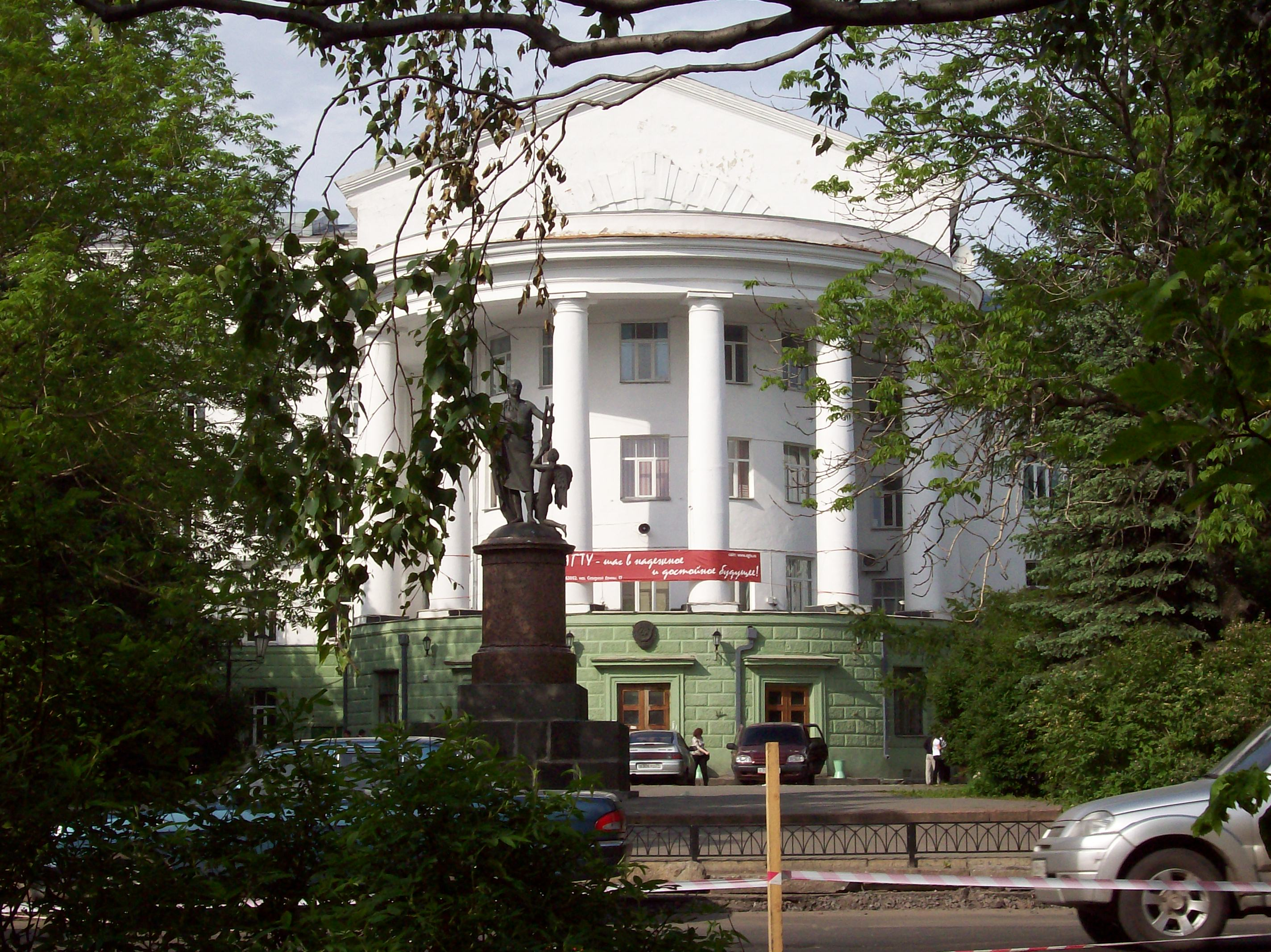
Università
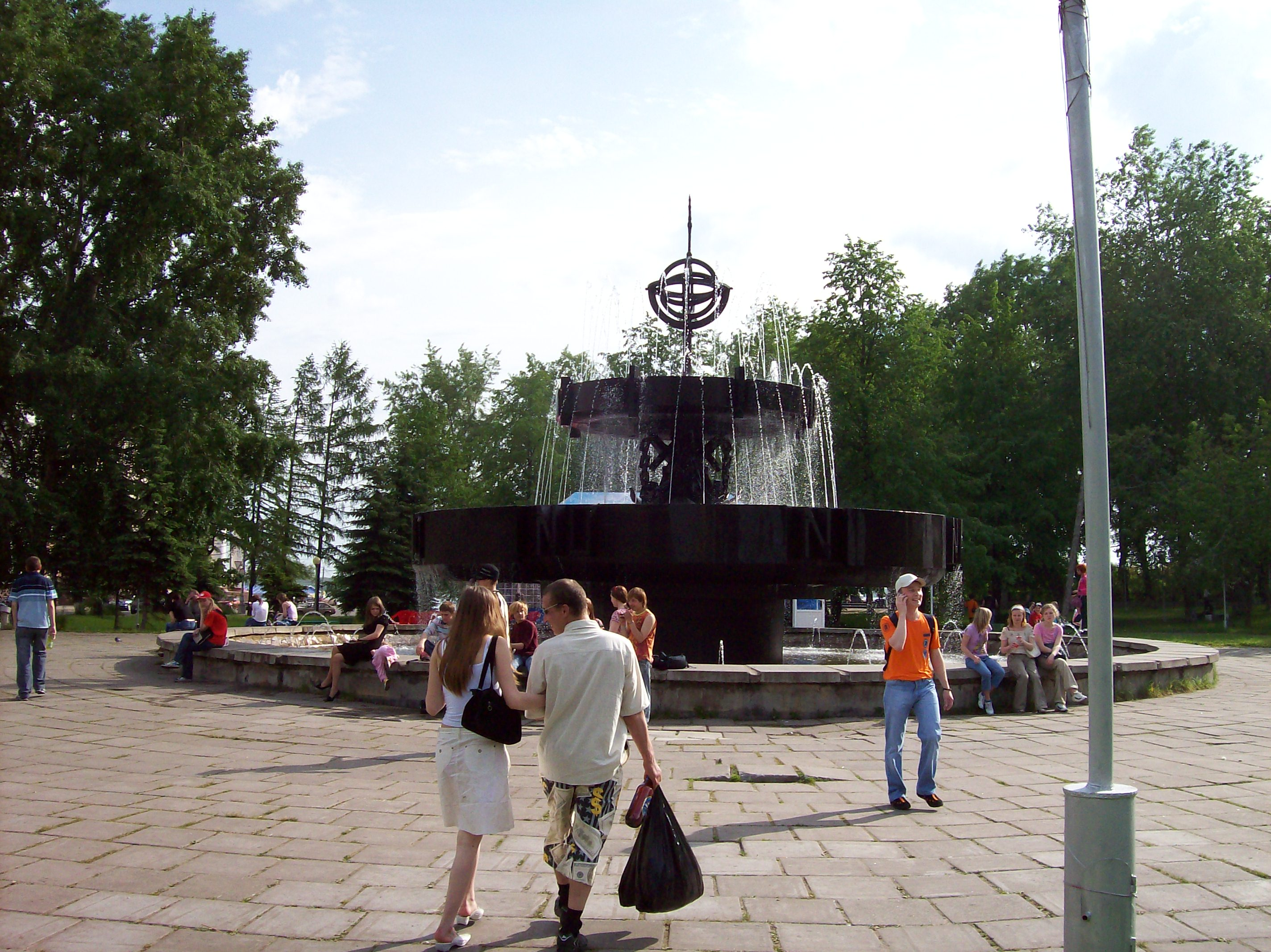
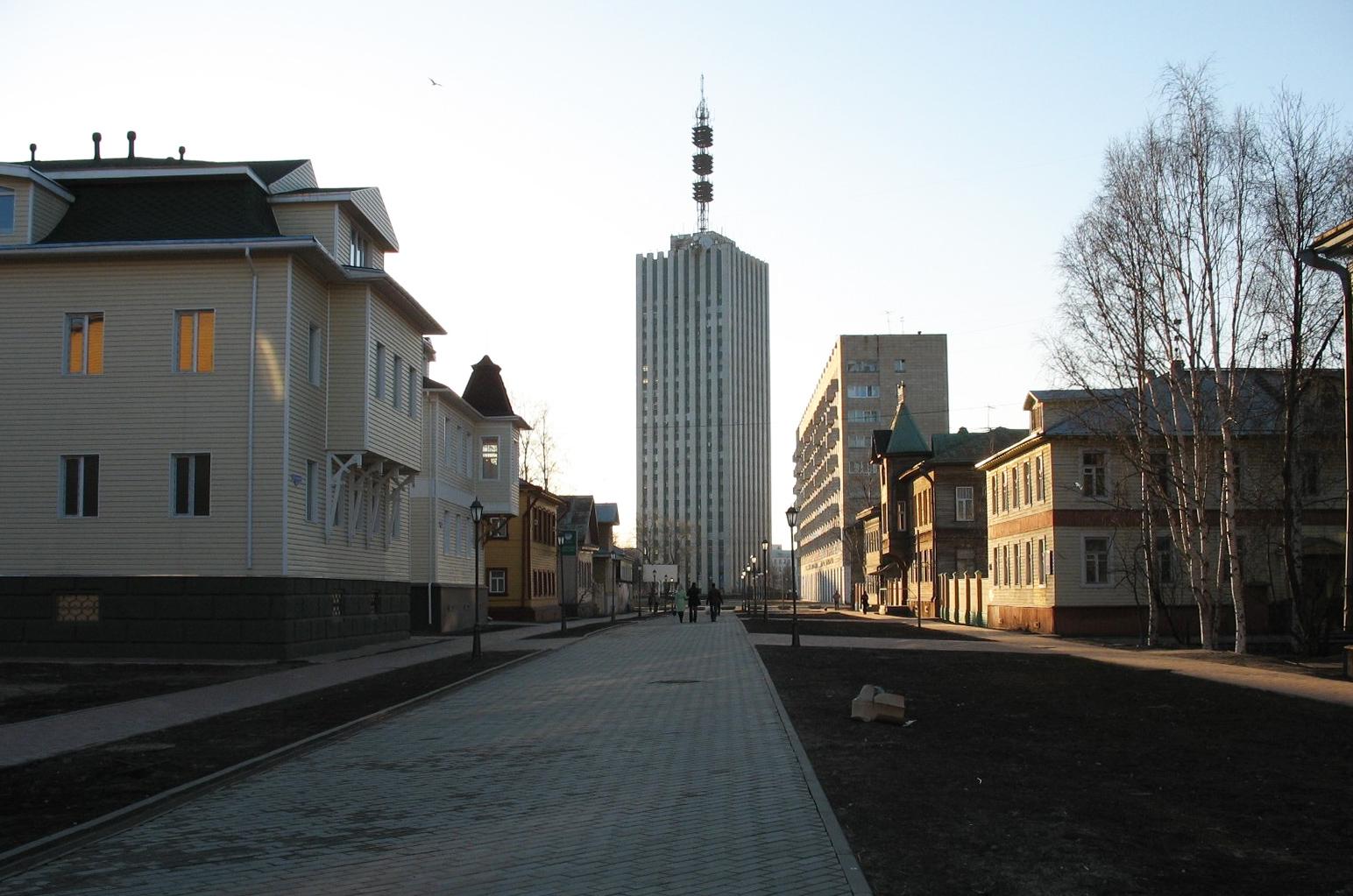
Edificio più alto della città (82 m al tetto)
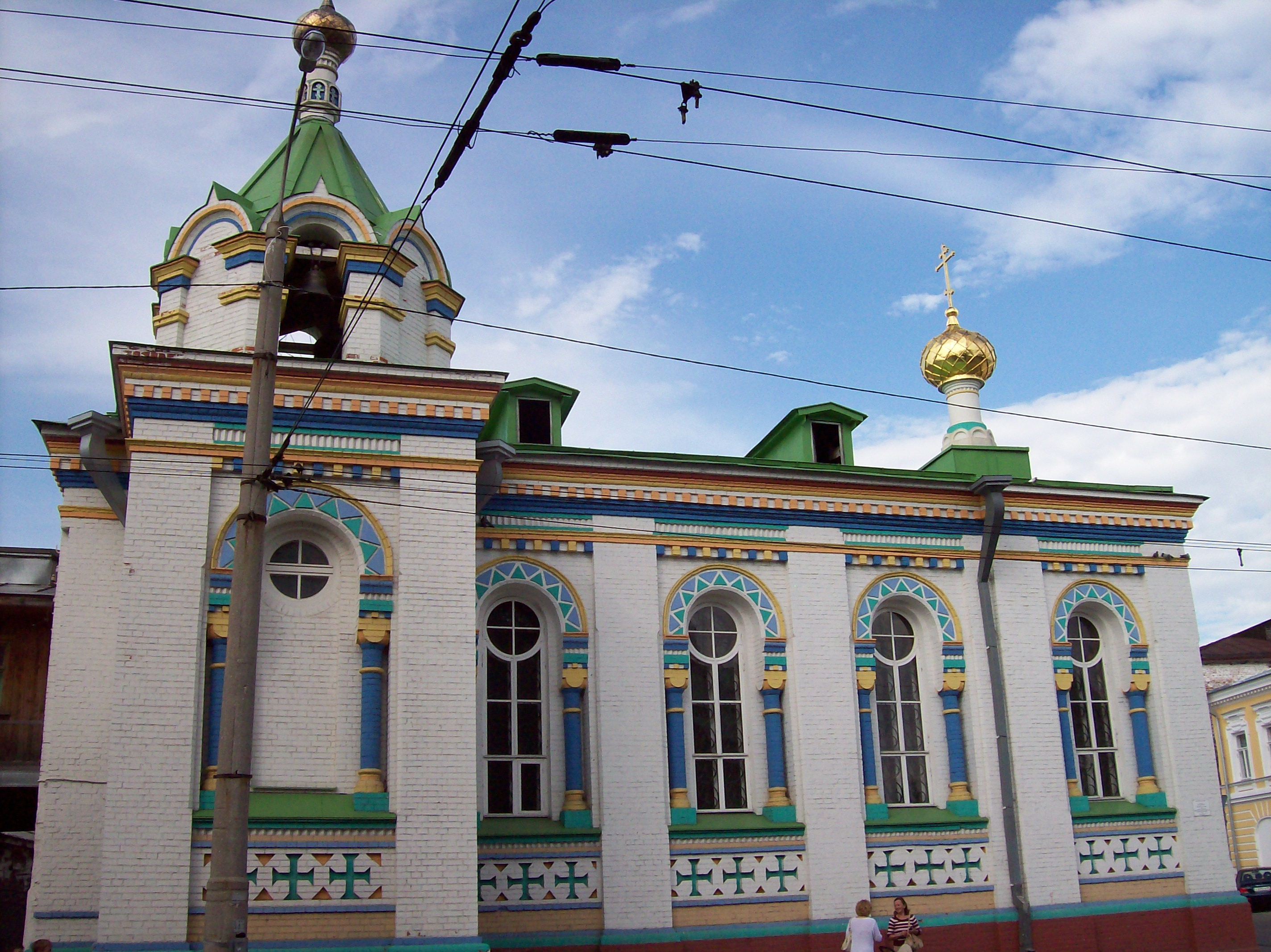
Chiesa San Nicola
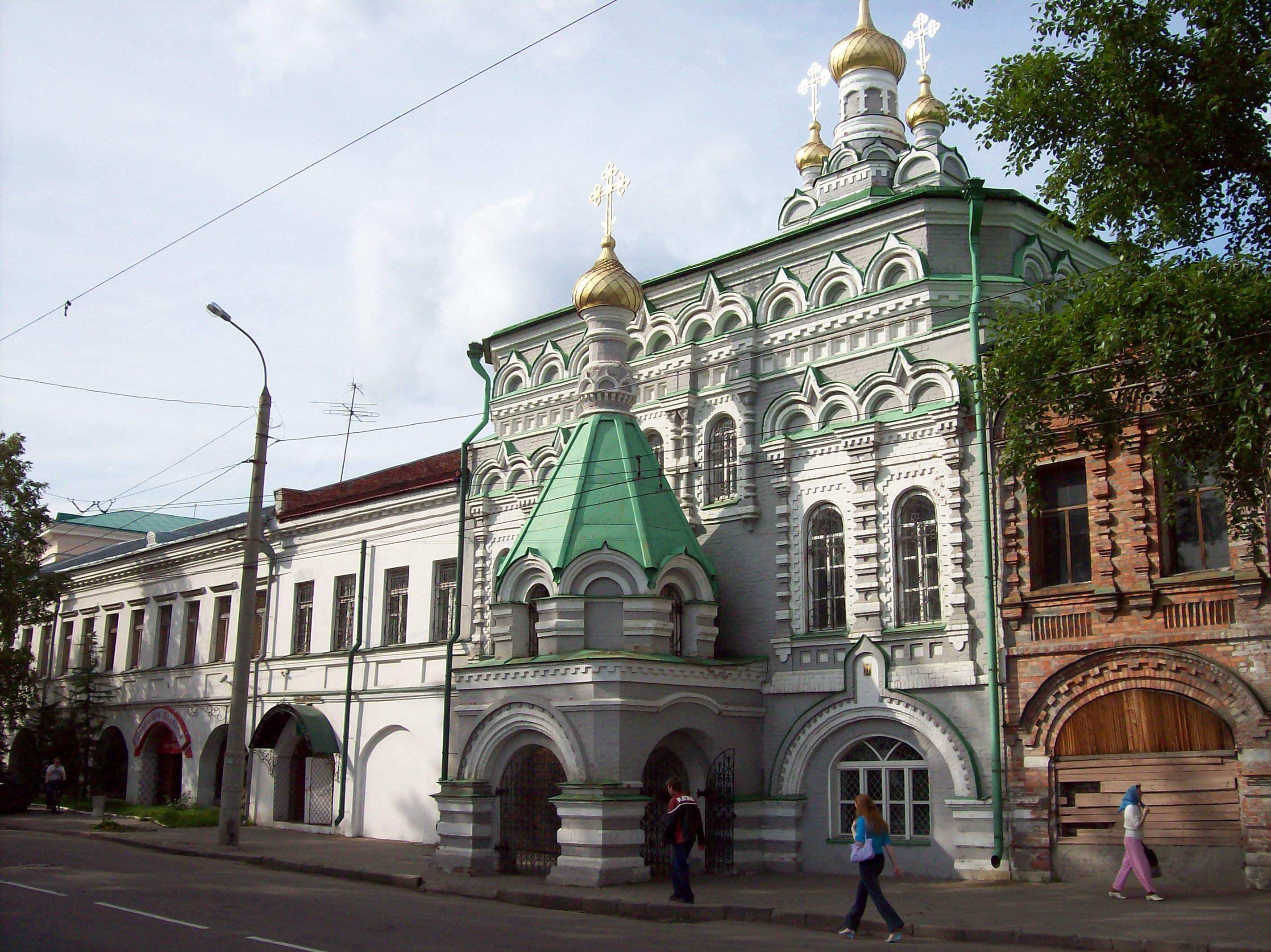
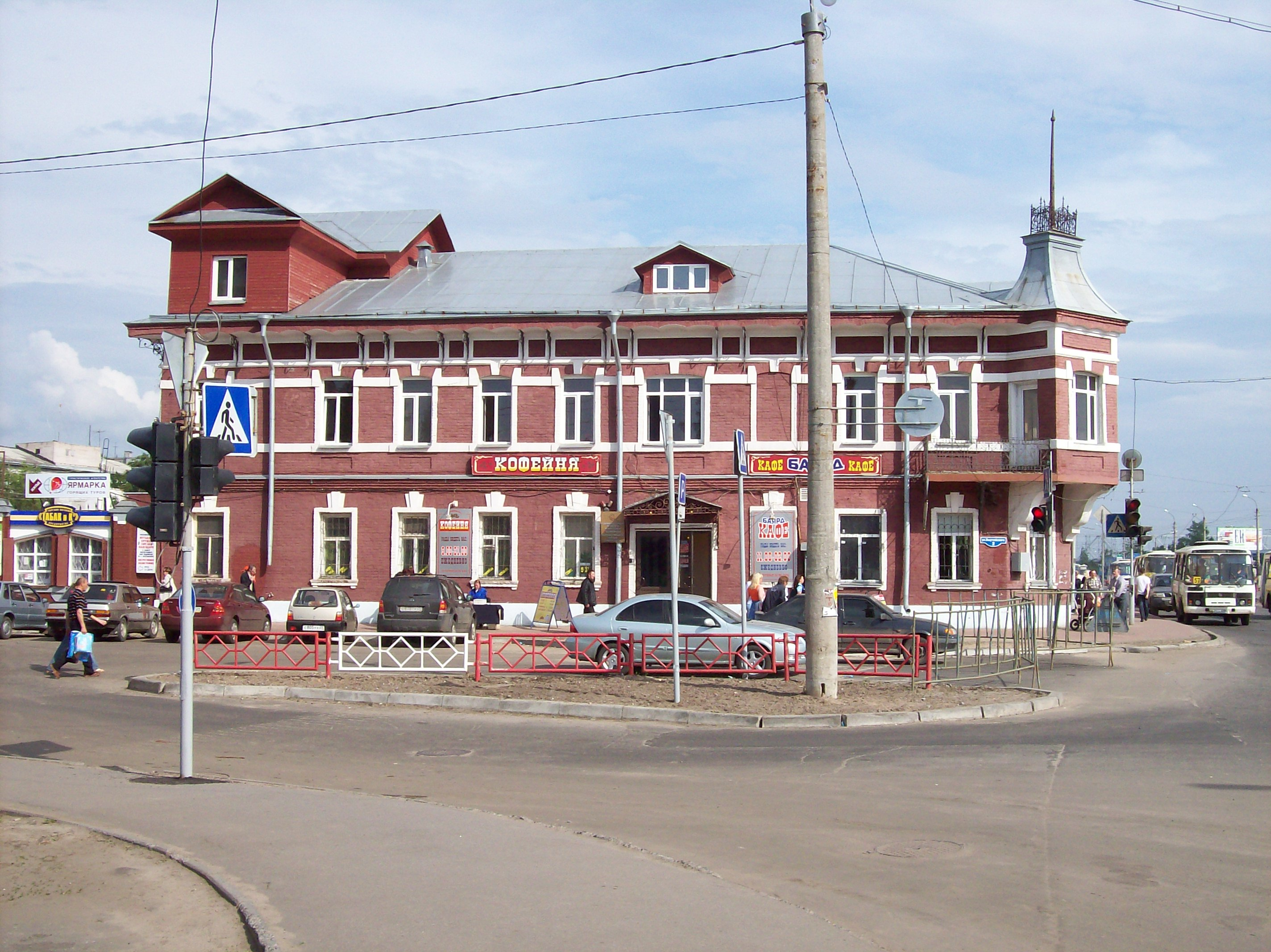
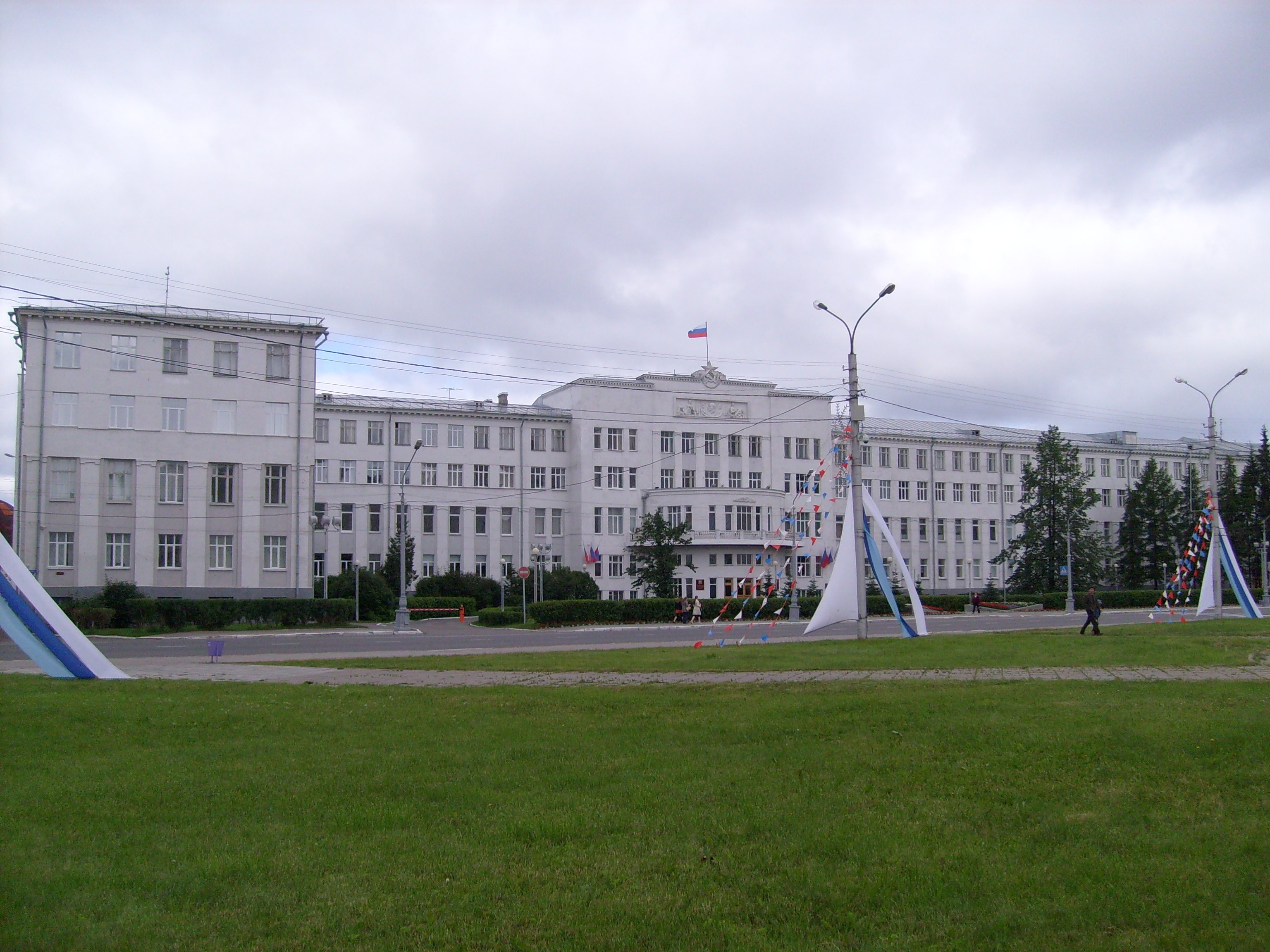
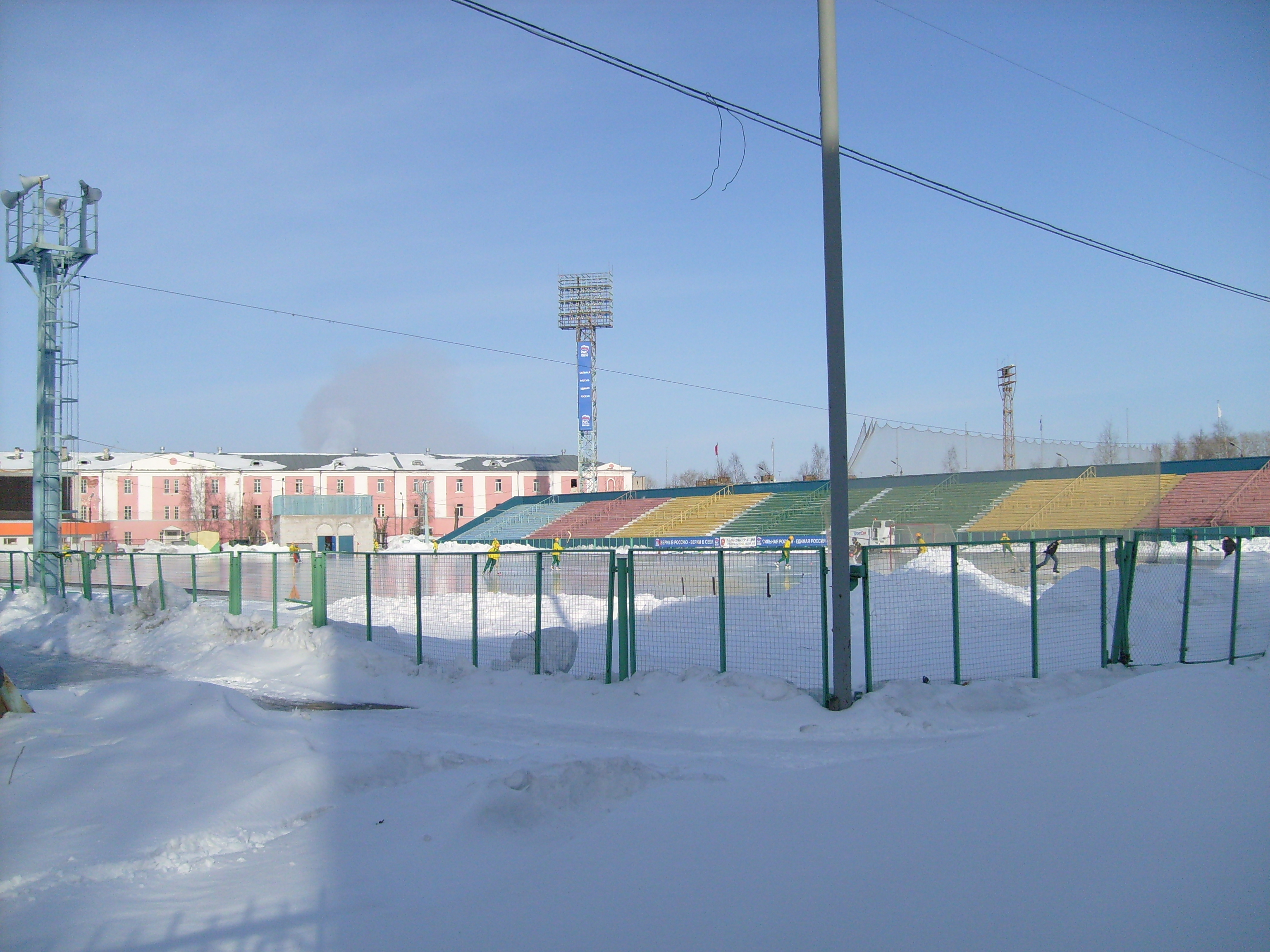
Stadio di Trud